# Dante Acosta
Dante Acosta (Sacramento, 1 de enero de 1963) es un político estadounidense. Actualmente se desempeña en la junta directiva de la Agencia de Agua del Valle de Santa Clarita.

## Primeros años
Dante Acosta nació el 1 de enero de 1963 en Sacramento, siendo hijo del actor Rodolfo Acosta y Clidine Roper. Se recibió como licenciado en administración de empresas en la Universidad de Phoenix. Antes de su incursión política, Trabajó como vendedor de automóviles y asesor financiero.

## Biografía
Fue elegido por primera vez para la Asamblea Estatal de California en noviembre de 2016, representó al Distrito 38 de la Asamblea, que abarca Simi Valley, el extremo norte del Valle de San Fernando y la mayor parte del Valle de Santa Clarita. Antes de ser elegido miembro de la Asamblea Estatal, fue miembro del Concejo Municipal de Santa Clarita.
En 2018, fue derrotado para la reelección en una revancha con su oponente de 2016, la demócrata Christy Smith. Poco después de perder las elecciones, fue nominado para formar parte de la junta de la Agencia de Agua del Valle de Santa Clarita como representante de Val Verde. Dos días después de su nominación, Acosta abrió un comité de campaña para las elecciones de 2020.